# Araneus hampei
Araneus hampei là một loài nhện trong họ Araneidae.
Loài này thuộc chi Araneus. Araneus hampei được Eugène Simon miêu tả năm 1895.